# Erwin Lemmens
Erwin Lemmens (Wilrijk, 12 mei 1976) is een Belgische voetbalcoach en voormalig profvoetballer die speelde als doelman. Hij is sinds 2013 actief als keeperstrainer bij het Belgisch voetbalelftal.

## Spelerscarrière
Lemmens begon op zevenjarige leeftijd met voetballen in de jeugd van Sint-Job FC. In de zomer van 1995 stapte de toen negentienjarige doelman over naar KSK Beveren. Op dat ogenblik trok doelman Geert De Vlieger van Beveren naar RSC Anderlecht en maakte Peter Maes de omgekeerde beweging. Maes bleef slechts een seizoen bij Beveren, maar na zijn vertrek trok de club Franky Frans aan als zijn vervanger. Vanaf 1997 streed Lemmens met Roland Velkeneers om de rol van eerste doelman. In het seizoen 1998/99 werd hij een titularis.
In 1999 koos Lemmens voor het buitenland. Hij belandde in de Spaanse Primera División bij Racing Santander, waar hij vanaf 2001 een vaste waarde werd. Twee jaar later stapte hij over naar Espanyol, waar hij zich in de kijker speelde van de nationale ploeg. In het seizoen 2004/05 moest hij plaatsmaken voor de Kameroener Carlos Kameni.
Na een jaar zonder speelminuten verkaste Lemmens naar de Griekse topclub Olympiakos Piraeus, waar hij in de schaduw stond van de Griekse international Antonios Nikopolidis en samen met Kleopas Giannou streed om de rol van tweede doelman. Het seizoen daarop werd hij zelfs vierde keeper, waardoor hij niet eens meer officieel tot het eerste team behoorde. In de winterstop van het seizoen 2006/07 werd zijn contract ontbonden en tekende hij bij RKC Waalwijk. Daar verdrong hij Jurgen Wevers uit doel en kwam hij tien keer in actie. Na het seizoen werd besloten om zijn contract niet te verlengen.
In 2007 keerde de inmiddels 31-jarige Lemmens terug naar België. Hij werd binnengehaald bij het FC Dender van coach Johan Boskamp. De doelman werd er na enkele maanden tot zijn eigen verbazing medisch ongeschikt verklaard.
Na een jaar inactiviteit keerde Lemmens in 2009 terug naar zijn ex-club Beveren. Daar was hij in de Tweede Klasse een seizoen lang eerste doelman.

## Trainerscarrière
In 2010 zette hij een punt achter zijn spelerscarrière en ging hij als keeperstrainer aan de slag bij KSC Lokeren. In 2013 volgde hij ook Philippe Vande Walle op als keeperstrainer van de Rode Duivels.
In juni 2015 volgde hij Lokeren-coach Peter Maes naar KRC Genk om daar als keeperstrainer deel uit te maken van een nieuwe staf. Hij volgde hiermee Guy Martens op. Nadat Genk Maes ontsloeg, stelde de club in januari 2017 ook Lemmens op non-actief.
In januari 2022 werd de keeperstrainer door de Belgische Voetbalbond op non-actief gezet bij het Belgisch voetbalelftal wegens zijn betrokkenheid bij Operatie Zero. Van 2013 tot 2015 zou hij deels op frauduleuze wijze betaald zijn door de bond. Lemmens kon een minnelijke schikking treffen met het federaal parket en mocht alsnog meegaan naar het wereldkampioenschap voetbal in Qatar eind november 2022.

## Nationale ploeg
Op 31 maart 2004 maakte Lemmens zijn officieel debuut voor de nationale ploeg van België. De Rode Duivels namen het toen in een vriendschappelijk duel op tegen Duitsland. Na 58 minuten, en bij 2-0 stand, mocht hij invallen voor doelman Frédéric Herpoel. België verloor het duel uiteindelijk met 3-0.
Enkele maanden later, op 29 mei 2004, speelde Lemmens in Eindhoven zijn tweede en laatste interland voor de Rode Duivels. Het ging om een Derby der Lage Landen tegen Nederland. Tijdens de rust mocht hij doelman Tristan Peersman vervangen. Lemmens hield de nul en zag hoe Bart Goor via een strafschop het enige doelpunt van de wedstrijd scoorde.

## Statistieken
| Seizoen | Club               | Wed. | Goals | Competitie         |
| ------- | ------------------ | ---- | ----- | ------------------ |
| 1995/96 | KSK Beveren        | 2    | 0     | Eerste Klasse      |
| 1996/97 | KSK Beveren        | 2    | 0     | Tweede Klasse      |
| 1997/98 | KSK Beveren        | 18   | 0     | Eerste Klasse      |
| 1998/99 | KSK Beveren        | 31   | 0     | Eerste Klasse      |
| 1999/00 | Racing Santander   | 17   | 0     | Primera División   |
| 2000/01 | Racing Santander   | 5    | 0     | Primera División   |
| 2001/02 | Racing Santander   | 33   | 0     | Segunda División A |
| 2002/03 | Racing Santander   | 27   | 0     | Primera División   |
| 2003/04 | RCD Espanyol       | 29   | 0     | Primera División   |
| 2004/05 | RCD Espanyol       | 0    | 0     | Primera División   |
| 2005/06 | Olympiakos Piraeus | 0    | 0     | Alpha Ethniki      |
| 2006/07 | Olympiakos Piraeus | 0    | 0     | Alpha Ethniki      |
| 2006/07 | RKC Waalwijk       | 10   | 0     | Eredivisie         |
| 2007/08 | FCV Dender EH      | 14   | 0     | Eerste Klasse      |
| 2009/10 | KSK Beveren        | 32   | 0     | Tweede Klasse      |
| Totaal  | Totaal             | 220  | 0     |                    |